# Haskell (programski jezik)
Haskell je standardizirani čisti funkcijski programski jezik s nestriktnom semantikom, imenovan po logičaru Haskellu Curryu. Jedan je od najpopularnijih funkcijskih programskih jezika, i predstavlja lijeni programski jezik nad kojim se izvršava ponajviše istraživanja.

## Svojstva i ekstenzije
Karakteristične osobine Haskella uključuju sparivanje uzoraka, currying, komprehenzije liste, čuvare, definabilne operatore i jednostruko dodjeljivanje. Jezik također podržava rekurzivne funkcije i algebarske tipove podataka, kao i lijenu evaluaciju. Jedinstveni koncepti jezika su monade i klase tipova. Kombinacija takvih svojstava omogućuje pisanje funkcija koje bi bilo jako teško napisati u proceduralnim programskim jezicima gotovo trivijalno za implementirati u Haskellu.
Nekoliko varijanti je razvijeno: paralelizibilne verzije s MIT-a i Glasgowa, oboje nazvani Parallel Haskell; paralelnije i distribuirane verzije zvane Distributed Haskell (prije poznat kao Goffin) i Eden; spekulativno izvršavajuća verzija zvana Eager Haskell i nekolicina objektno orijentiranih verzija: Haskell++, O'Haskell i Mondrian.